# 联合国维持和平部队

：目前有需要维和任务的国家。
：过去曾有过需要维和任务的国家。

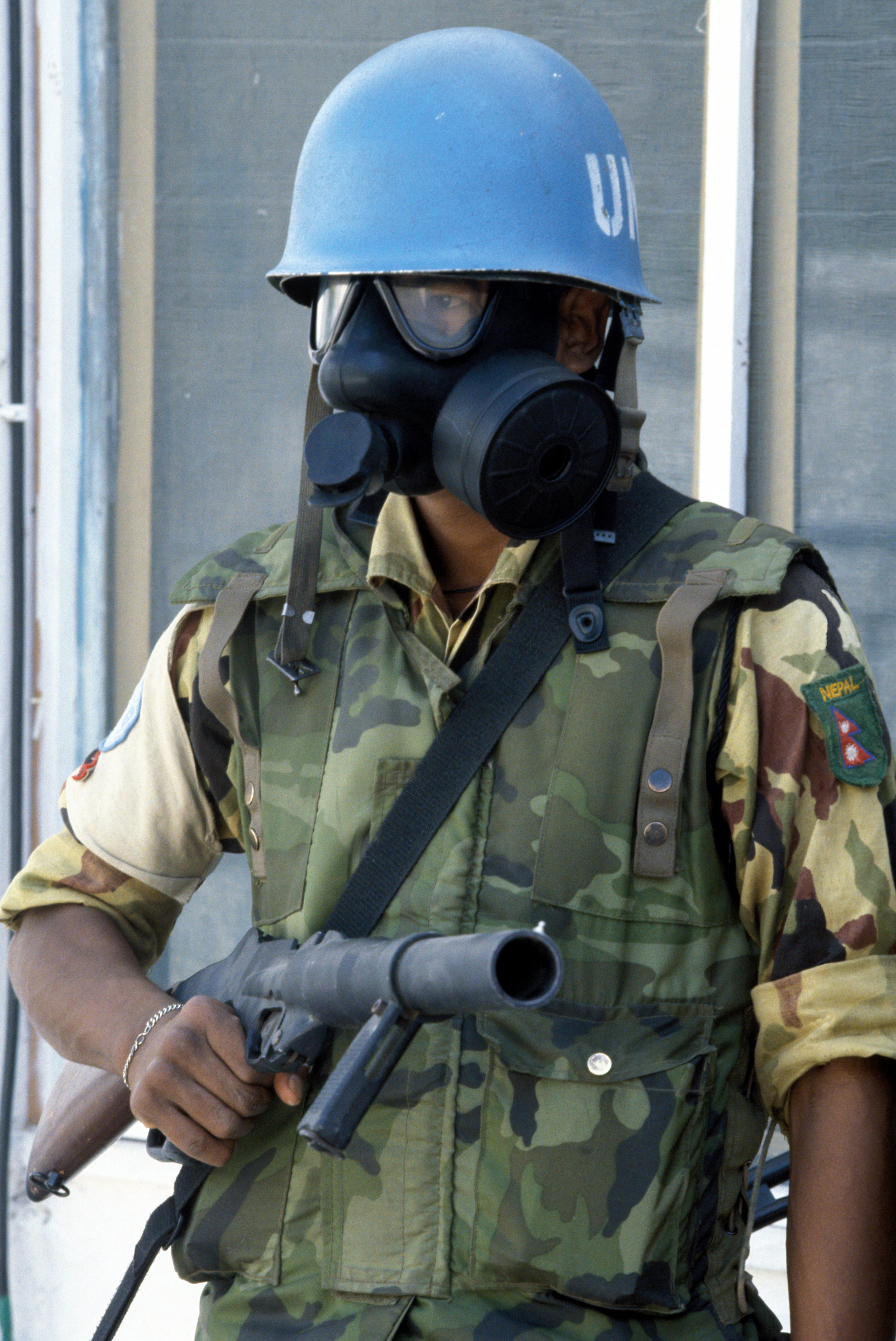
尼泊爾的維和部隊士兵

联合国维持和平部队（英語：United Nations Peacekeeping Forces）简称联合国维和部队，指由联合国大会決議或联合国安全理事会至少需九票赞成（必須包括五个常任理事国）核准部署并决定其任务授权的部隊，此部隊只配備簡單武器用以自衛和維持秩序之用途。秘书长對於如何发起和开展行动必須提出建议并报告其进展情况，而维持和平部隊的行动部則负责各维和部隊的日常行政指导，管理和后勤支援。維和部隊的武裝人員會戴有聯合國徽章的藍色貝雷帽或戰鬥頭盔，車輛和建築物等則漆成白色，并标上“UN”字样。這支部隊通常又被稱為“藍盔部隊”。維和部隊在1988年獲得諾貝爾和平獎。

## 成本開銷
自從冷戰結束後，维和费用呈顯著上升趋势。1998年的軍費不到10億美元，2001年则上升到30億美元。2004年核准預算是28億美金，實際数目则更高。2006年財政年度達到50億美元。理論上所有聯合國成員國都要按规定分攤所有费用，但截至2015年6月30日共有约16億美元的各國欠款。

## 組織結構
每一项維和任務都有三個核心的高級指揮人员来领导。第一位是聯合國秘書長的特別代表，通常由一位資深的秘書担任。他是执行维和任務的官員，有權決定所有政策和外交事務，監管和平條約中的各方和聯合國其他成員。第二位是軍事指揮官，负责所有部队的调遣，通常由本次任務出兵最多的國家指派。第三位是行政官员，負責後勤補給。

## 任務
維和部隊的任務範圍相當廣泛，從軍事作戰乃至民事作戰都包含在內。主要的任務可以分為下列兩大類。

### 監督任务
監督任務（Observer Mission）於休戰、停戰中的地區設立據點，由非武裝部隊編組成「監督團」（Observer Group）執行任務。實際上，監督團不僅只執行監督任務，還包含巡邏重要地區、對立雙方間的交涉，及特定的調查任務等。
在監督團活動中的地區亦有維和部隊執行任務的情況下，維和部隊將納入監督團旗下指揮。

### 维和任务
维持和平（Peacekeeping）的任务為監督軍隊撤離、撤退等以维持和平為宗旨的行動，由經過武裝的维持和平部隊（Peacekeeping Force）執行。
具體來說，諜報活動、游擊作戰、外交援助、紛爭方間的調停、停戰抑或休戰的監督、監督軍隊撤離、戰爭罪的調查、監督戰犯引渡、逮捕戰犯嫌疑犯、選舉監督、維持非武裝地帶的建設、保護難民潮、人道救援行動、基礎設施的復舊等，均為此任務的範疇。

## 維和行動

### 分離行動
分離行動為處於紛爭狀態的兩方，基於彼此的同意下，由維和部隊介入進行調停的行動。首先，在準備階段即實施停戰，並且設置停戰線（Cease-Fire Line, CFL）。停戰線的設置，乃基於考慮到當地居民生活的情況，且不包含從軍事方面而言的交通要道、交叉點、軍事據點等等前提，在雙方共有的地圖上設定此線。由於使用共通的座標，且雙方持有相同見解並予以紀錄之後，為能對停戰線予以掌控，會實際至現場設定地標界定停戰線，最後在雙方全體同意下完成設置。
接著則為「緩衝地帶」（Buffer zone）的設置，迫使雙方戰力從緩衝地帶撤退。為防止雙方從緩衝地帶撤退之後，雙方間殘存的不信任感造成往後和平交涉的妨礙，均要求公平地對待。維和部隊會在停戰線附近設置監視點、部隊的陣地，且實行停戰監督、掌控部隊行動、俘虜交換、防阻私運武器、支援難民營的活動。

### 行動控制
除基於特定協定下，東道國的警察部隊可以進入緩衝地帶之外，完全禁止任何軍事部隊進入緩衝地帶。雖維和部隊的軍事、警察人員的內部規定有所不同，但均擁有對緩衝地帶的侵入者搜查的權利。
緩衝地帶的檢查點控制所有行動，限制維和部隊武器彈藥的使用。檢查所亦有行動控制、防止私運、難民控制等次要任務。

## 各国参与情况

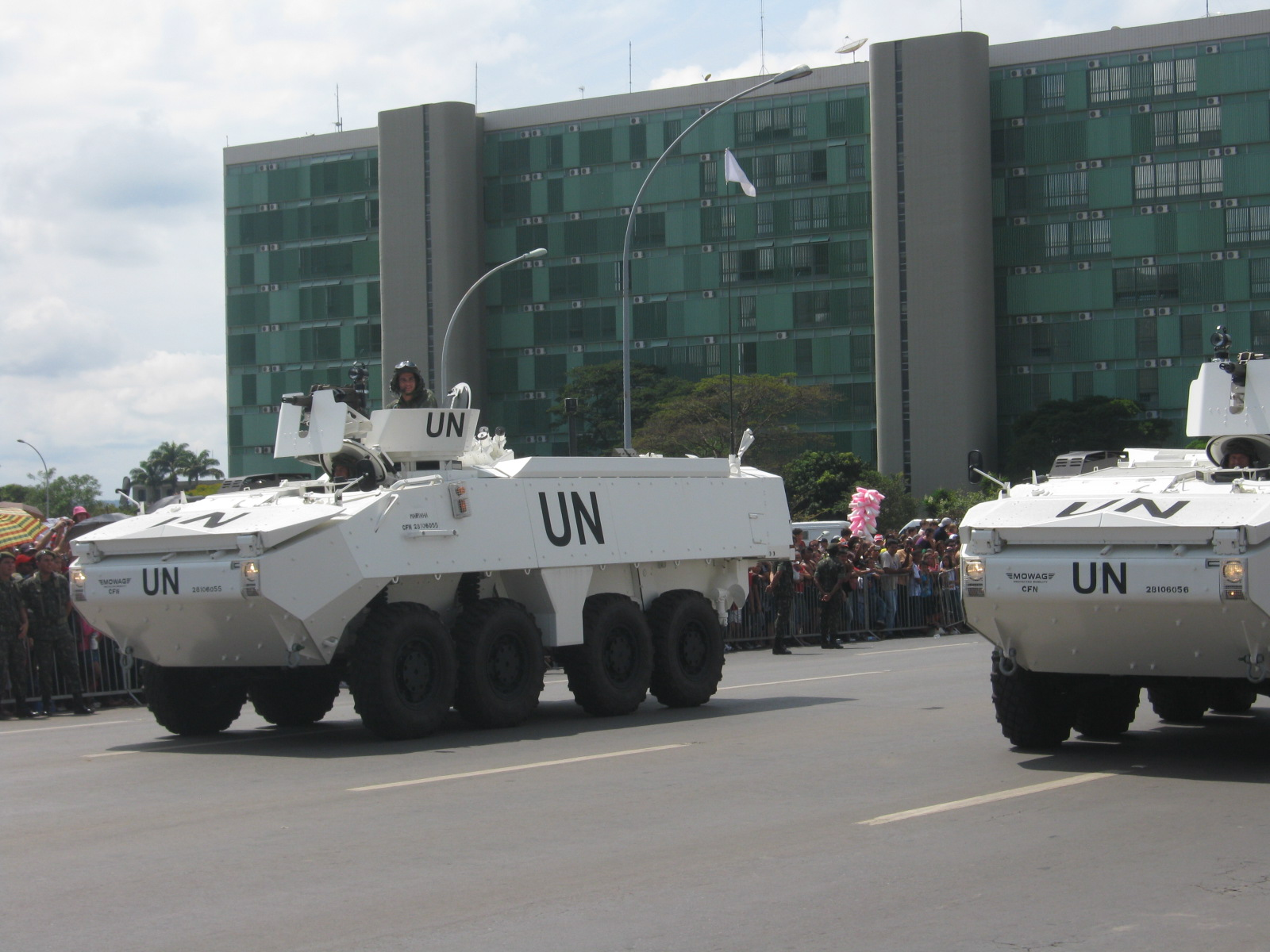
聯合國裝甲車

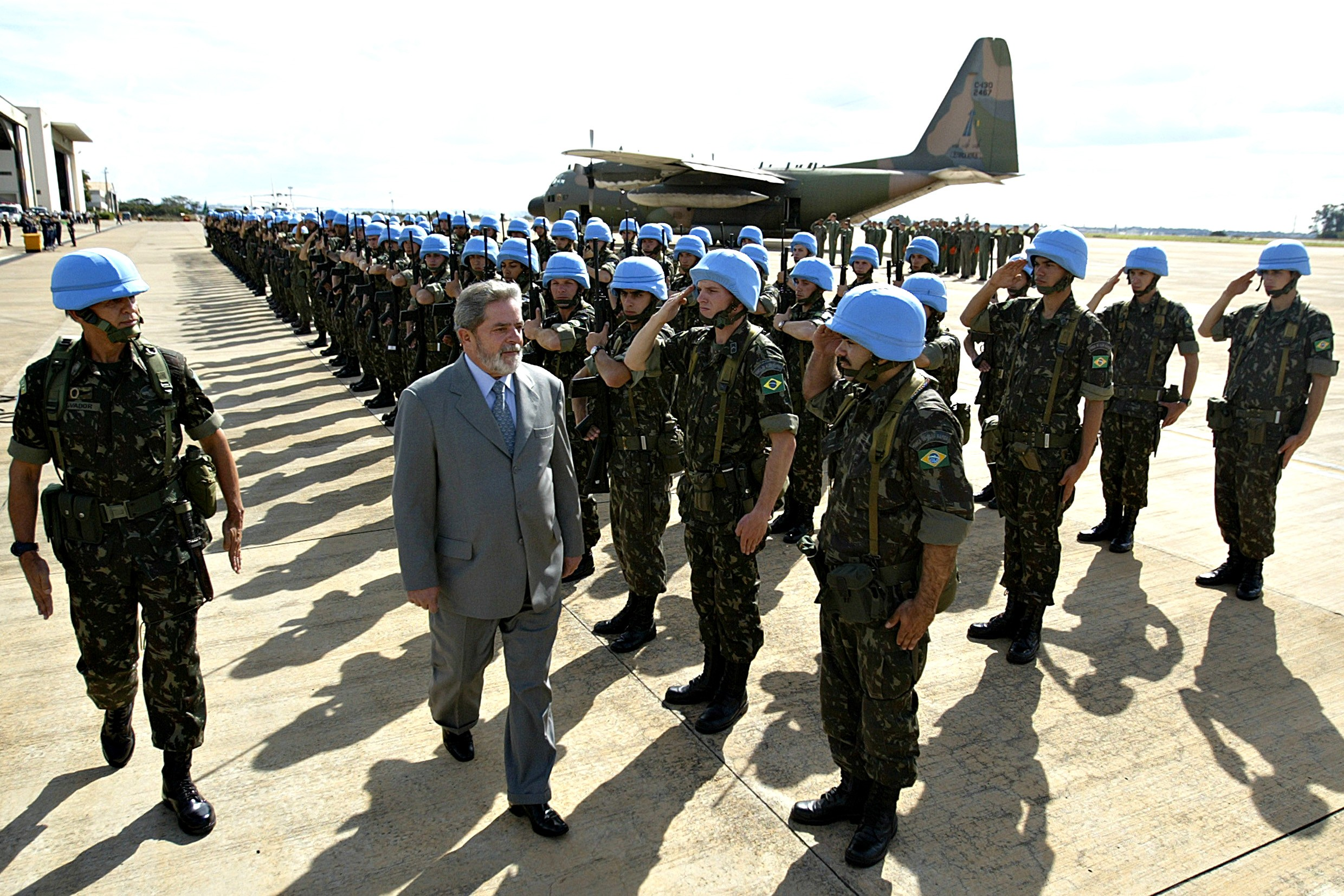
巴西派出的維和部隊

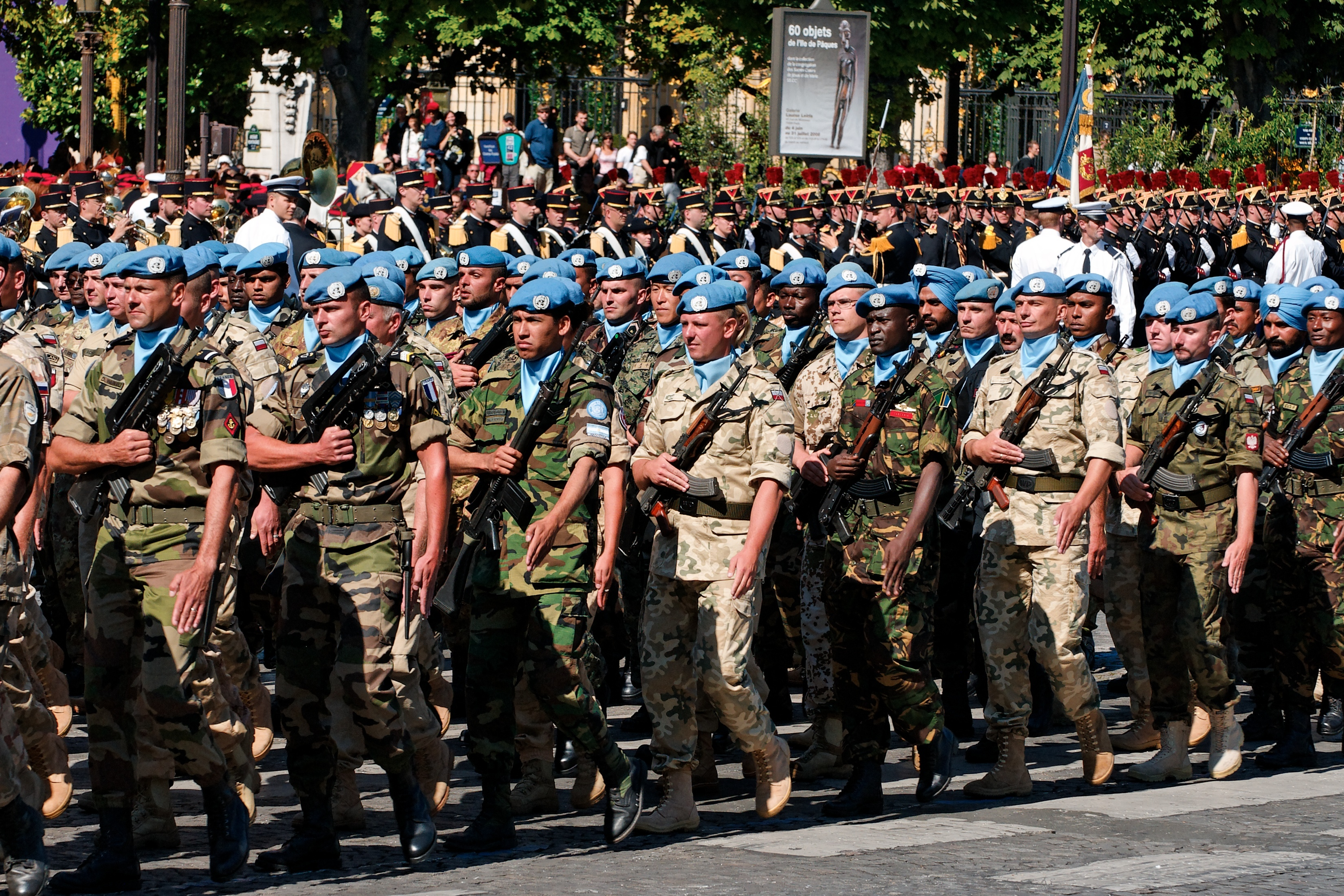
法國維和部隊遊行

聯合國憲章規定，為協助维持世界和平與安全，聯合國各會員國應向安理會提供必要的武裝力量和設施。自1948年以來，近130個國家向和平行動派遣了軍事和警察人員。雖然無法獲得自1948年以來在維和行動中服役的所有人員的詳細記錄，但據估計在過去56年中，有多達100萬名士兵、警察和平民在聯合國旗下服役。
聯合國維和行動開展的前55年內，有近30%發生在1993年至1995年期間。部署在聯合國維和行動中的軍隊和警队中，約有4.5%來自歐盟，只有不到1%來自美國。維和部隊大部分人手來自非洲及亞洲。
以2023年3月为例，120個國家共為維和行動派遣了 76,712人，其中孟加拉國（7,237人）位居榜首，其次是尼泊尔（6,264人）和印度（6,097人）。十大兵力提供國如下：
- 孟加拉国（7,237人）
- 尼泊爾（6,264人）
- 印度（6,097人）
- 盧旺達（5,935人）
- 巴基斯坦（4,334人）
- 埃及（2,825人）
- 加纳（2,762人）
- 印尼（2,704人）
- 塞内加尔（2,426人）
- 中国（2,258人)

前任維和行動副秘書長葛翰諾於2003年3月提醒成員國“給維和行動提供裝備精良，訓練良好和紀律嚴明的軍事和警察人員，是所有成員國的義務。不應只有欠发达國家承擔此義務”。

## 正在进行的维和行动
目前，在四个大洲部署了11个维和行动，均受和平行动部领导。

### 非洲
| 開始日期 | 特派團名稱                                   | 位置           | 衝突                  |
| -------- | -------------------------------------------- | -------------- | --------------------- |
| 1991     | 联合国西撒哈拉全民投票特派团（西撒特派团）   | 摩洛哥         | 西撒哈拉              |
| 1991     | 联合国西撒哈拉全民投票特派团（西撒特派团）   | 西撒哈拉       | 西撒哈拉              |
| 2010     | 联合国组织刚果民主共和国特派团（联刚特派团） | 刚果民主共和国 | 基伍衝突              |
| 2011     | 联合国阿卜耶伊临时安全部队（联阿安全部队）   | 苏丹           | 阿卜耶伊地区          |
| 2011     | 联合国南苏丹共和国特派团（南苏丹特派团）     | 南蘇丹         | 南蘇丹內戰            |
| 2014     | 联合国中非共和国多层面综合稳定团             | 中非           | 中非內戰 (2012年至今) |

### 亚洲和太平洋地区
| 開始日期 | 特派團名稱                                     | 位置     | 衝突         |
| -------- | ---------------------------------------------- | -------- | ------------ |
| 1949     | 联合国驻印度和巴基斯坦军事观察组（印巴观察组） | 印度     | 喀什米爾衝突 |
| 1949     | 联合国驻印度和巴基斯坦军事观察组（印巴观察组） | 巴基斯坦 | 喀什米爾衝突 |

### 歐洲
| 開始日期 | 特派團名稱                                     | 位置       | 衝突         |
| -------- | ---------------------------------------------- | ---------- | ------------ |
| 1964     | 联合国驻塞浦路斯维持和平部队 （联塞部队）      | 賽普勒斯   | 賽普勒斯問題 |
| 1964     | 联合国驻塞浦路斯维持和平部队 （联塞部队）      | 北賽普勒斯 | 賽普勒斯問題 |
| 1999     | 联合国科索沃临时行政当局特派团（科索沃特派团） | 塞爾維亞   | 科索沃战争   |
| 1999     | 联合国科索沃临时行政当局特派团（科索沃特派团） | 科索沃     | 科索沃战争   |

### 中东
| 開始日期 | 特派團名稱                             | 位置   | 衝突                                         |
| -------- | -------------------------------------- | ------ | -------------------------------------------- |
| 1948     | 联合国停战监督组织（停战监督组织）     | 中東   | 以监督停战协定并协助观察员部队以及联黎部队。 |
| 1974     | 联合国脱离接触观察员部队（观察员部队） | 以色列 | 贖罪日戰爭                                   |
| 1974     | 联合国脱离接触观察员部队（观察员部队） | 叙利亚 | 贖罪日戰爭                                   |
| 1974     | 联合国脱离接触观察员部队（观察员部队） | 黎巴嫩 | 贖罪日戰爭                                   |
| 1978     | 联合国驻黎巴嫩临时部队（联黎部队）     | 黎巴嫩 | 1978年南黎巴嫩冲突 以黎衝突                  |

## 犯罪問題
雖然维和部队是以维持和平為目的，但是維和部隊成員在駐地犯罪的事件卻屢見不鮮，其中以性侵害案件最多，也讓維和部隊的紀律受到質疑與批評。在相關新聞報導中，指出在穩定團（MINUSCA）的摩洛哥和蒲隆地士兵強姦少女後，過後又傳出穩定團一名和平維持人員強姦一名12歲女孩。聯合國維和部隊進駐柬埔寨和莫桑比克後，有記者目睹當地的賣淫活動迅速增加。1996的年聯合國研究報告「武裝衝突對兒童的影響」中指出，有6個研究表明， 維和部隊的到來與兒童賣淫的迅速增加有關。

經過調查後，聯合國秘書長潘基文於美國聯合國總部告訴記者，聯中穩定團負責人塞內加爾籍外交官蓋伊（Babacar Gaye）已在他的要求之下提出辭呈，同時亦開除聯合國中非共和國多層面綜合穩定團負責人，他說和平維持部隊受到一連串的強姦指控，現在是讓此事告一段落的時候了。另外，法國正在調查10多名維和部隊士兵與中非當地兒童發生性關係交換食物，但尚未被證實。潘基文說：
「我無法用言語來形容我對過去數年來聯合國部隊一再傳出性剝削和性虐待，有多憤慨和憤怒，同時也感到羞愧。」
事後指派加彭籍的歐南加-安揚加（Parfait Onanga-Anyanga），取代遭撤職的前特使來領導聯合國駐中非維和部隊。

### 數據
下表顯示了經證實的聯合國人員犯罪行為︰
| 聯合國维持和平任務                 | 性犯罪 | 謀殺 | 勒索/盜竊 |
| ---------------------------------- | ------ | ---- | --------- |
| 联合国刚果民主共和国稳定特派团     | 150    | 3    | 44        |
| 聯合國索馬里稳定特派团             | 5      | 24   | 5         |
| 聯合國塞拉利昂特派團               | 50     | 7    | 15        |
| 聯合國埃塞俄比亞和厄立特里亞特派團 | 70     | 15   | 0         |
| 聯合國布隆迪行動                   | 80     | 5    | 0         |
| 聯合國烏干達-盧旺達觀察團          | 65     | 15   | 0         |
| 聯合國利比里亞特派團               | 30     | 4    | 1         |
| 联合国苏丹特派团                   | 400    | 5    | 0         |
| 聯合國科特迪瓦行動                 | 500    | 2    | 0         |
| 联合国海地稳定特派团               | 110    | 57   | 0         |
| 聯合國科索沃臨時行政當局特派團     | 800    | 70   | 100       |
| 聯合國駐黎巴嫩臨時部隊             | 0      | 6    | 0         |